# Consiliul Economic și Social
Consiliul Economic și Social (CES) este o instituție publică din România de interes național, tripartită, autonomă, constituită prin Legea 109/1997, în scopul realizării dialogului social la nivel național dintre patronat, sindicate și Guvern și a climatului de stabilitate și pace socială.
Constituția României (revizuită în 2003) definește Consiliul Economic și Social ca un organ consultativ al Parlamentului și Guvernului în domeniile de specialitate stabilite prin Legea sa de organizare și funcționare.
Consiliul Economic și Social are rol consultativ în stabilirea strategiilor și politicilor economice și sociale, în aplanarea stărilor conflictuale la nivel de ramură sau la nivel național aparute între partenerii sociali, precum și în realizarea, promovarea și dezvoltarea dialogului social și a solidarității sociale.
Consiliul Economic și Social (CES) este o instituție publică de interes național, tripartită, autonomă, constituită în scopul realizării dialogului tripartit la nivel național dintre organizațiile patronale, organizațiile sindicale și reprezentanți ai asociațiilor și fundațiilor neguvernamentale ai societății civile;
În decembrie 2015, organizațiile reprezentante ale asociațiilor și fundațiilor neguvernamentale membre CES erau:
- Academia de Advocacy
- Asociația Națională pentru Protecția Consumatorilor și Promovarea Programelor și Strategiilor din România
- FACIAS - Fundația pentru Apărarea Cetățenilor împotriva Abuzurilor Statului
- HR Club România
- Uniunea Profesiilor Liberale din România
- FONPC – Federația ONGurilor pentru Copil
- Uniunea Studenților din România
- Consiliul Tineretului din România
- ASSOC - Asociația Profesională Neguvernamentală de Asistență Socială
- ROMAPIS – Federația Asociațiilor Apicole din România
- UCECOM – Uniunea Națională a Cooperației Meșteșugărești
- Fundația Agenția de Dezvoltare Împreună
- Casa de Ajutor Reciproc a Pensionarilor – OMENIA
- Asociația C4C Communication for Community
- Asociația Municipiilor din România

## Activitate
În decembrie 2015, organizațiile societății civile, membre ale Consiliului Economic și Social, au trimis o scrisoare deschisă Guvernului prin au atras atenția asupra nefuncționalității acestei instituții.